# Joseph Daussoigne-Méhul

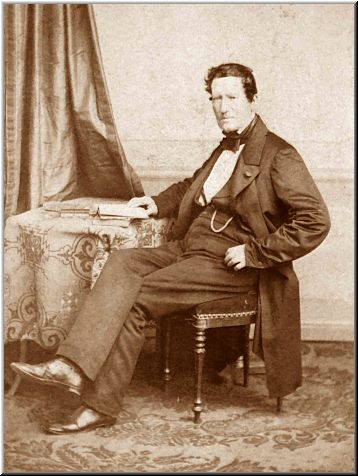
Daussoigne-Méhul, ca. 1850

Louis-Joseph Daussoigne-Méhul (* 10. Juni 1790 in Givet; † 10. März 1875 in Lüttich) war ein französischer Komponist, der ab 1827 in Belgien wirkte.

## Leben

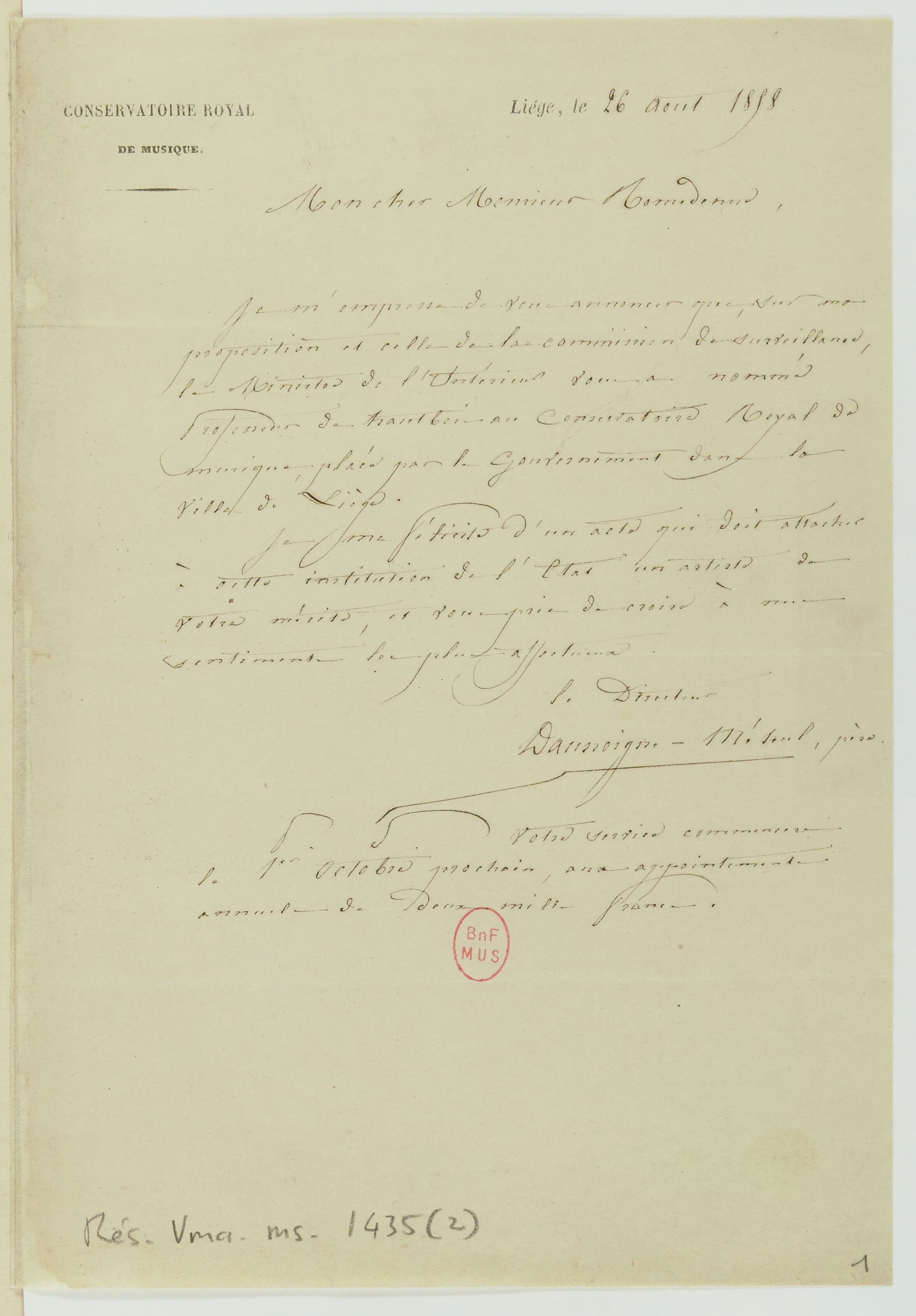
Brief von Joseph Daussoigne-Méhul an Alphonse Romedenne (1858)

Louis-Joseph Daussoigne, der Neffe und spätere Adoptivsohn von Étienne-Nicolas Méhul, wurde im Alter von sieben Jahren von seinem Onkel nach Paris geholt um seine musikalische Begabung zu fördern. Im Alter von 9 Jahren kam Joseph Daussoigne ans Pariser Konservatorium, in die Klavierklasse von Louis Adam und wurde von Charles-Simon Catel in Harmonielehre unterrichtet. Luigi Cherubini und sein Onkel unterrichteten ihn in Komposition. 1803 wurde er Repetitor am Konservatorium und 1807 bewarb er sich ein erstes Mal beim Prix de Rome, wo er mit seiner Kantate „Ariane à Naxos“ den zweiten Preis errang. 1809 gewann er mit der Kantate „Agar dans le désert“ den premier grand Prix de Rome. Mit dem Preisgeld verbunden, war ein mehrjähriger Bildungsaufenthalt in Rom, die Zeit von Februar 1811 bis Ende 1813 verbrachte er in der Villa Medici, dem Sitz der Académie de France à Rome. 1814 wurde er Professor für Harmonielehre für die neu gegründete Damenklasse am Pariser Konservatorium.
1820 wurde in Paris seine komische Oper Aspasie et Pericles uraufgeführt. Er vollendete auch die im Fragment gebliebene Oper Valentine de Milan seines Onkels Étienne-Nicolas Méhul, die mit großem Erfolg aufgenommen wurde, außerdem komponierte die Musik zu den ursprünglich gesprochenen Rezitativen zu dessen Oper Stratonice.
Beim Wiener Kongress wurden die Habsburgischen Niederlande dem Königreich der Niederlande einverleibt. König Wilhelm I. errichtete daraufhin in seinem Land vier königliche Musikschulen, so in Amsterdam, Den Haag, Brüssel und in Lüttich. Auf Empfehlung Cherubinis übertrug der König Daussoigne 1827 die Leitung der königlichen Musikschule Lüttich, die mit 10 Professoren und 35 Studenten ihre Arbeit aufnahm. Daussoigne selber übernahm die Fächer Harmonielehre und Komposition. Nach der belgischen Revolution und der Thronbesteigung des ersten belgischen Königs Leopold I. erfolgte 1831 die Umbenennung der Musikschule, in „Conservatoire Royal de Musique“.
Durch einen Beschluss vom 12. August 1845 erhielt er die Genehmigung, zu Ehren seines Onkels den Doppelnamen Daussoigne-Méhul zu tragen. 1846 wurde er in die „Académie royale de Belgique“ aufgenommen, für die er bis zu seinem Ableben zahlreiche Veröffentlichungen machte. Bereits seit 1834 war er korrespondierendes Mitglied der Académie des Beaux-Arts in Paris. Per königlichem Erlass vom 13. Oktober 1859 erhielt er für seine Verdienste den Leopoldsorden (Kommandeur).
Bis 1862 leitete Daussoigne das Konservatorium von Lüttich. In dieser Zeit zählten unter anderem César Franck, Adolphe Samuel, die Violinisten Martin Marsick und François Prume, sowie Daussoignes Nachfolger Étienne Soubre zu den Schülern.
Seit 1846 war er Mitglied der Académie royale des Sciences, des Lettres et des Beaux-Arts de Belgique (Classe des Beaux-Arts).

## Werke (Auswahl)

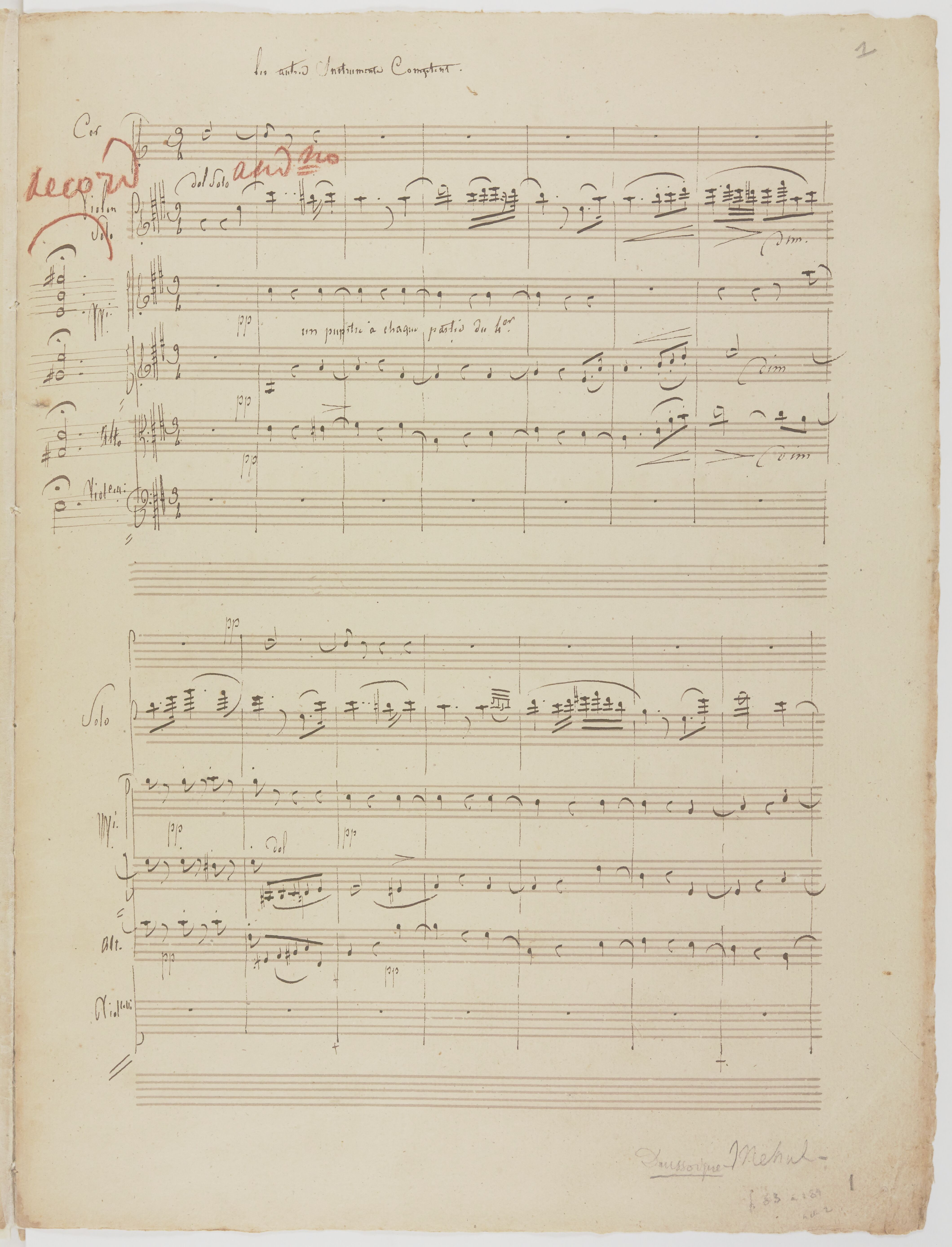
Ballets pour Pharamond (1825)

In seiner Lütticher Zeit widmete er sich vorwiegend dem Unterricht und der Gestaltung des Musiklebens in der Stadt. Neben seinen Opern, Kammermusik-, Chor- und Klavierwerken komponierte Daussoigne. Ein besonderes Verdienst in seiner Zeit, war die Anpassung und Herausgabe klassischer Chorwerke (Mozart, Gluck, Salieri, Schubert, Méhul, Weber u. a.) für den allgemeinen Chorgebrauch, mit Texten in französischer und niederländischer Sprache.
- 3 Streichquartette
- Ouverture pour Orchestre
- Kantate: „À la mémoire de Grétry“ (1828)
- Symphonie héroique „Bruxelles en 1830-1831“, für Chor und Orchester (1834)
- „Cantate sur des airs populaires“ (1856)
- Kantate: „Hommage à Grétry“ (1862)